# Aituin
Aituin ist eine osttimoresische Siedlung im Suco Fahisoi (Verwaltungsamt Lequidoe, Gemeinde Aileu).

## Geographie und Einrichtungen

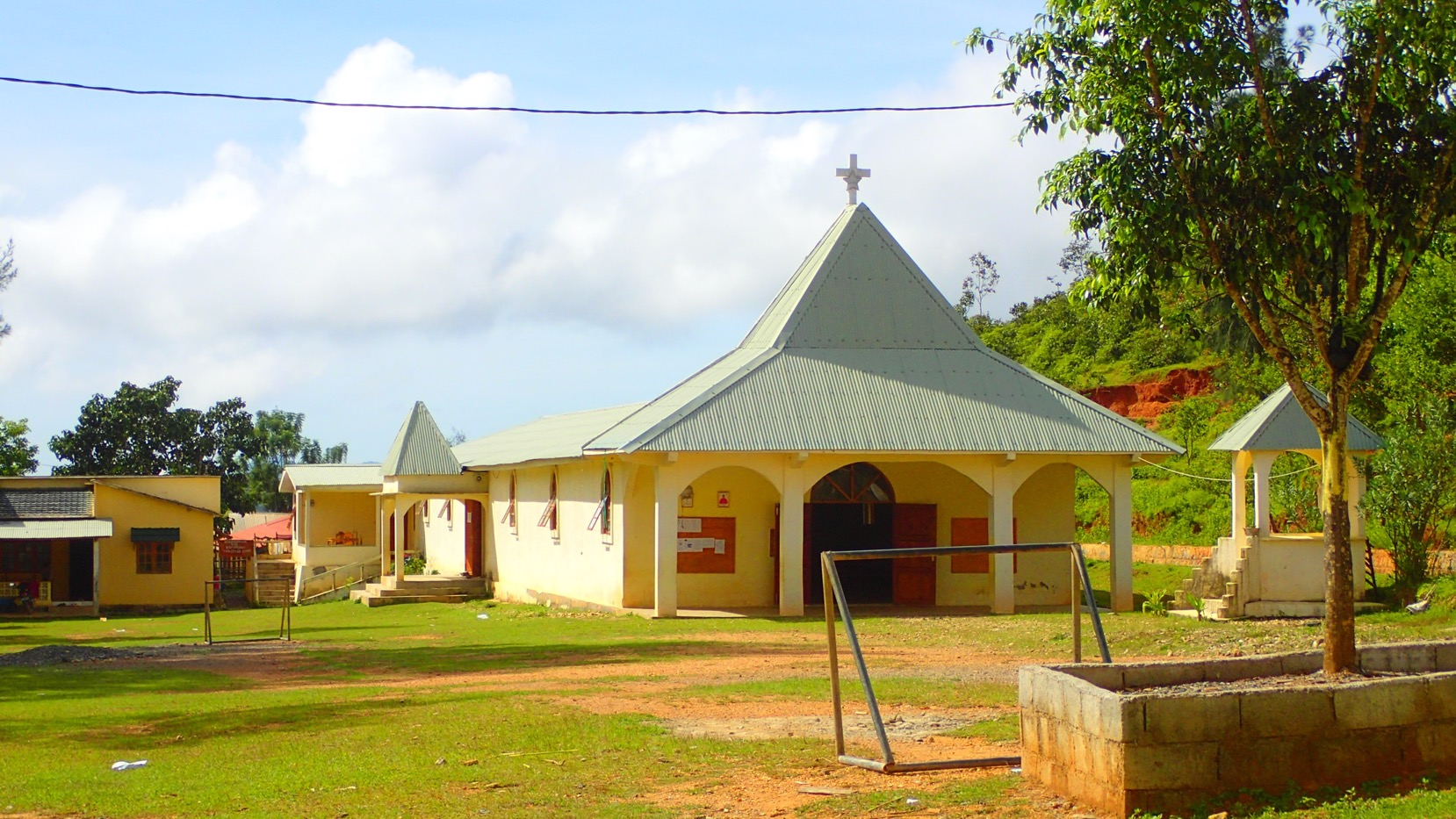
Kirche Santo do Fe'e

Die Siedlung Aituin liegt an der Hauptstraße des Sucos, in einer Meereshöhe von 1287 m. Auf der Südwestseite der Straße gehören die Gebäude zur Aldeia Tatilisame, auf der Nordostseite zur Aldeia Dailorluta. Aituin ist ein Ortsteil von Lequidoe, dem Hauptort des Sucos. Südlich liegt die Siedlung Tatilisame, südöstlich Fatubuti. Nach Norden führt die Straße nach Daulala im Suco Fahiria.
Die Grundschule Fahisoi und die Kirche Santo do Fe'e stehen in Aituin auf der Seite der Aldeia Tatilisame.